# Marie de L'Épinay
Ne doit pas être confondu avec Marie d'Epinay.
Ève Olivia Angela Josépha de Bradi, baronne de Bruchez dite Marie de L'Épinay, née le 9 octobre 1801 à Paris et morte le 30 janvier 1864  à Paris, est une femme de lettres française.

## Biographie
Fille d'Agathe Pauline Caylac de Caylan, comtesse de Bradi (1782-1847), qui tenait un salon littéraire et avait été une collaboratrice du Journal des dames et des modes à partir de 1818, Marie de L'Épinay est souvent invitée par la duchesse de Berry aux bals de la cour. 
Son mari, l’officier suisse Étienne Bruchez de l’Epinay, préfère qu'elle s’occupe de leurs enfants, plutôt que d’écrire. Elle publie pourtant de nombreux vers, des nouvelles, des romans de mœurs, des pièces de théâtre et des articles de journaux, dont, en 1835, plusieurs pour le Journal des Femmes. 
On lui doit aussi la musique de quelques romances et en 1836, elle collabore à la Biographie des femmes auteurs contemporaines. Célèbre	sous son nom comme sous les pseudonymes de Ève de Bruchez ou de Ève de Bradi (parfois Brady), elle était la propriétaire et la rédactrice en chef du Journal des dames et des modes (5 juillet 1836-19 janvier 1839). 
À partir de 1839, elle tient l’importante chronique de mode d’autres journaux féminins comme La Sylphide (juillet 1840-1847) et Paris Élégant (1845), ainsi que la chronique littéraire de La Corbeille de Mariage (1847-1848) et du Journal des Jeunes Personnes. Elle écrit aussi en 1846 dans L’Écho français.

## Œuvres
- Deux Souvenirs, Olivier, 1836
- Deux Études, Paris, 1837
- Les Femmes célèbres, Paris, 1838
- Rosette, 2 vols., Magen, 1844
- Aimer et mourir, feuilleton, 1844
- L'École d'un fat, comédie en 1 acte et en prose, avec Armand-Numa Jautard, 1844
- Berthilde, 2 vols., Magen, 1845
- La femme du diable, feuilleton, 1846
- Les Trois Grâces, Paris, 1846
- Les Beautés de l'âme, Janet, 1847
- Les quatre fils Aymon, de Vigny, 1850
- Sœur Agathe, de Vigny, 1850
- Blanche, de Vigny, 1852
- Marie, publié en recueil avec la Cave aux diamants de Philibert Audebrand, de Vigny, 1852.
- Clara de Noirmont, Leclercq, 1860
- Les Contes de nuit, Dentu, 1864
- Cours de morale, non daté